# SoftBank 102P
102P（イチマルニピー）は、パナソニック モバイルコミュニケーションズによって開発された、ソフトバンクモバイルの第3世代移動通信システム（SoftBank 3G）端末である。SoftBank スマートフォンシリーズのひとつ。OSはAndroid 2.3を搭載している。

## 概要
約7.8mmの薄型モデルで、有機ELディスプレイを搭載したモデルである。
セキュリティ機能を強化しており、写真やドキュメントファイルを「セキュリティボックス」に保存して外部からの悪意のあるアクセスから守ることができる。
また、同社製のノートPCLet's noteとの連携も可能である。
ULTRA SPEED(下り最大21Mbps・上り最大5.76Mbps)に対応しているが、ワンセグ・赤外線通信は搭載していない。
ちなみに、パナソニックのスマートフォンブランドは「ELUGA」という名称が付けられているが、兄弟機種であるP-04Dと同様にこの機種には付いていない。なお、2013年9月26日にパナソニックが日本国内におけるスマートフォン事業の休止を発表したため、この機種がパナソニック製のソフトバンクモバイル向けスマートフォンとしては事実上最終機種となった。

## その他機能
| 主な対応サービス  | 主な対応サービス    | 主な対応サービス                       | 主な対応サービス                             |
| ----------------- | ------------------- | -------------------------------------- | -------------------------------------------- |
| タッチパネル      | QHD有機EL 4.3インチ | フルブラウザ                           | ULTRA SPEED 下り最大21Mbps・上り最大5.76Mbps |
| Android 2.3       | Flash 10.3          | WiFi                                   | GPS                                          |
| 820万画素カメラ   | ワンセグ            | デジタルオーディオプレーヤー(AAC)(WMA) | おサイフケータイ                             |
| Bluetooth 2.1+EDR | 赤外線通信          | 緊急速報メール                         | 防水                                         |

## 歴史
- 2012年2月13日 - ソフトバンクモバイルより発表。
- 2012年3月23日 - 発売開始。